# 長良橋
長良橋（ながらばし）は、岐阜県岐阜市の長良川に架かる、国道256号の橋。金華山、長良川、長良川鵜飼とセットにされる岐阜市を代表するシンボル的な橋である。1874年（明治7年）に架けられた当時の名前は明七橋。

## 概要
- 橋梁形式：5径間連続鋼鈑桁橋（5径間連続プレートガーダー橋）
- 橋床形式：鉄筋コンクリート
- 供用開始：1954年（昭和29年）12月
- 延長：272.0m
- 幅員：18.0m
- 鋼重：1835.31tf
- 支間長：45.00+56.76+67.08+56.76+45.00m[1]
- 基礎：ニューマチックケーソン基礎
- 活荷重：一等橋（自動車13tf）、電車複線30tf車×2輌
- 所在地：岐阜県岐阜市湊町 - 長良福光
- 製作者：横河橋梁製作所
- 経費：3億3822万円

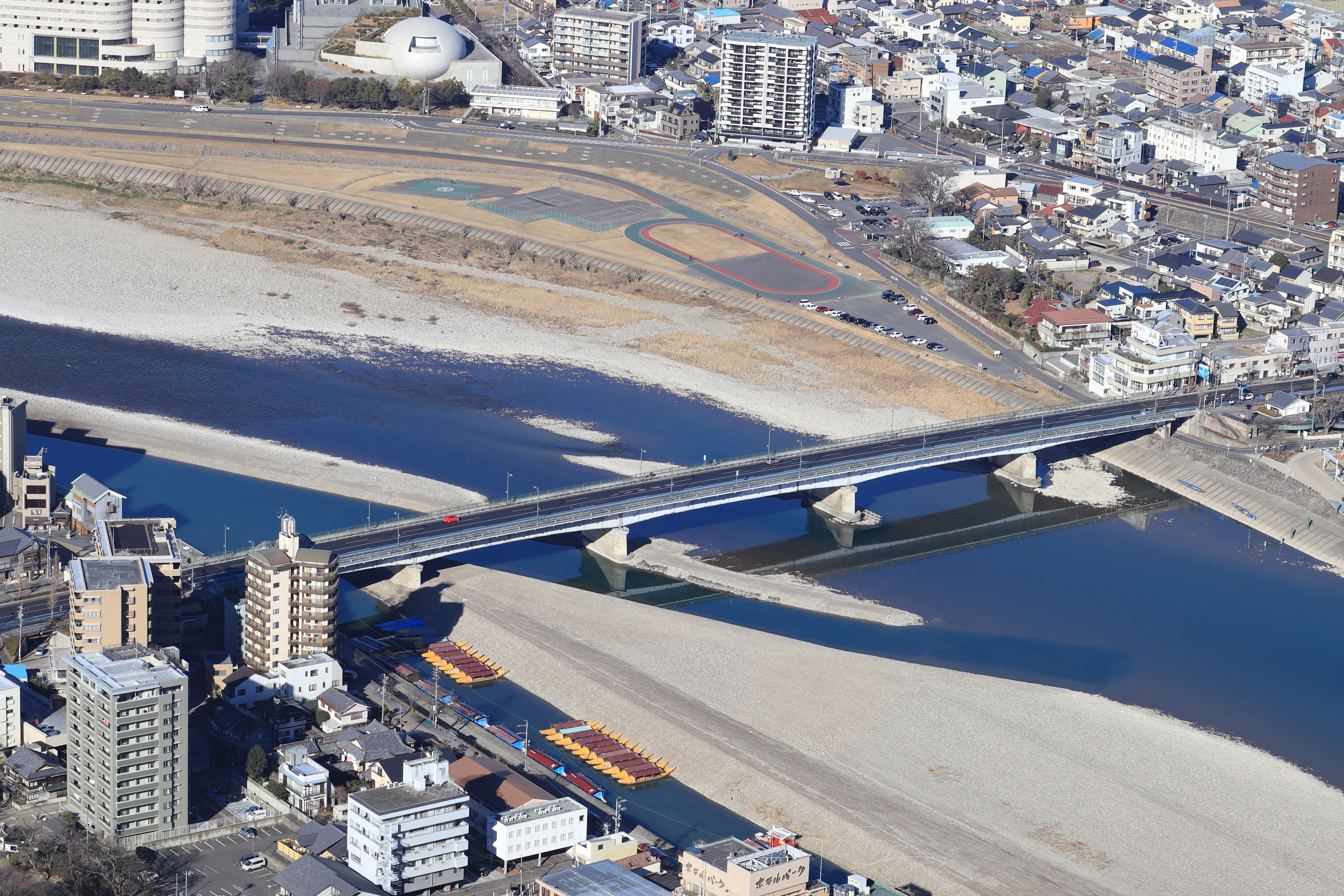
岐阜城から望む長良橋（2019年1月）

## 旧橋の諸元
『岐阜県統計書』各巻（明治19年、明治42年、昭和15年）、『本邦道路橋輯覧』第1輯「構橋之部」を参照。

### 初代

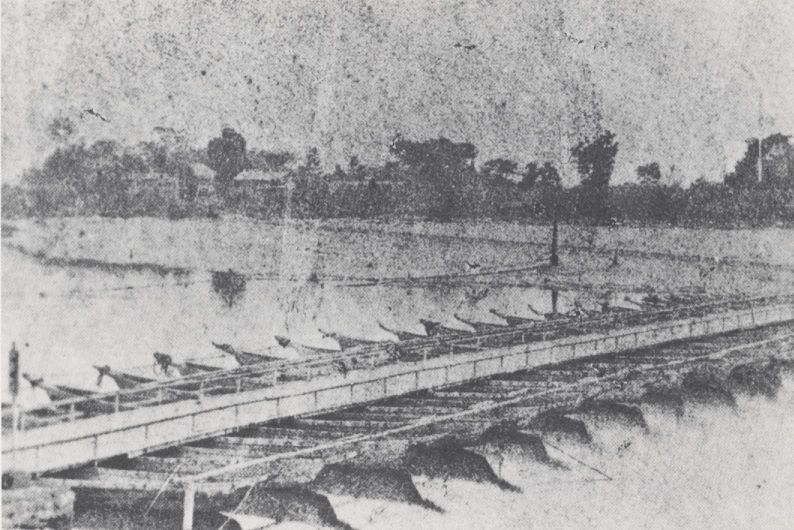
明七橋（明治7年頃）

- 橋梁形式：舟橋+木橋（有料橋）
- 供用：1874年（明治7年）

### 2代目
- 橋梁形式：木桁橋（長良橋梁社による有料橋）
- 供用：1884年（明治17年）5月
- 延長：158間2尺（約287.9m）
- 幅員：2間1尺（約3.94m）
- 経費：9,500円

### 3代目
- 橋梁形式：木製トラス橋
- 供用：1901年（明治34年）
- 延長：150.36間（約273.6m）
- 幅員：2.30間（約4.24m）
- 径間数：9径間
- 経費：31,524円

### 4代目

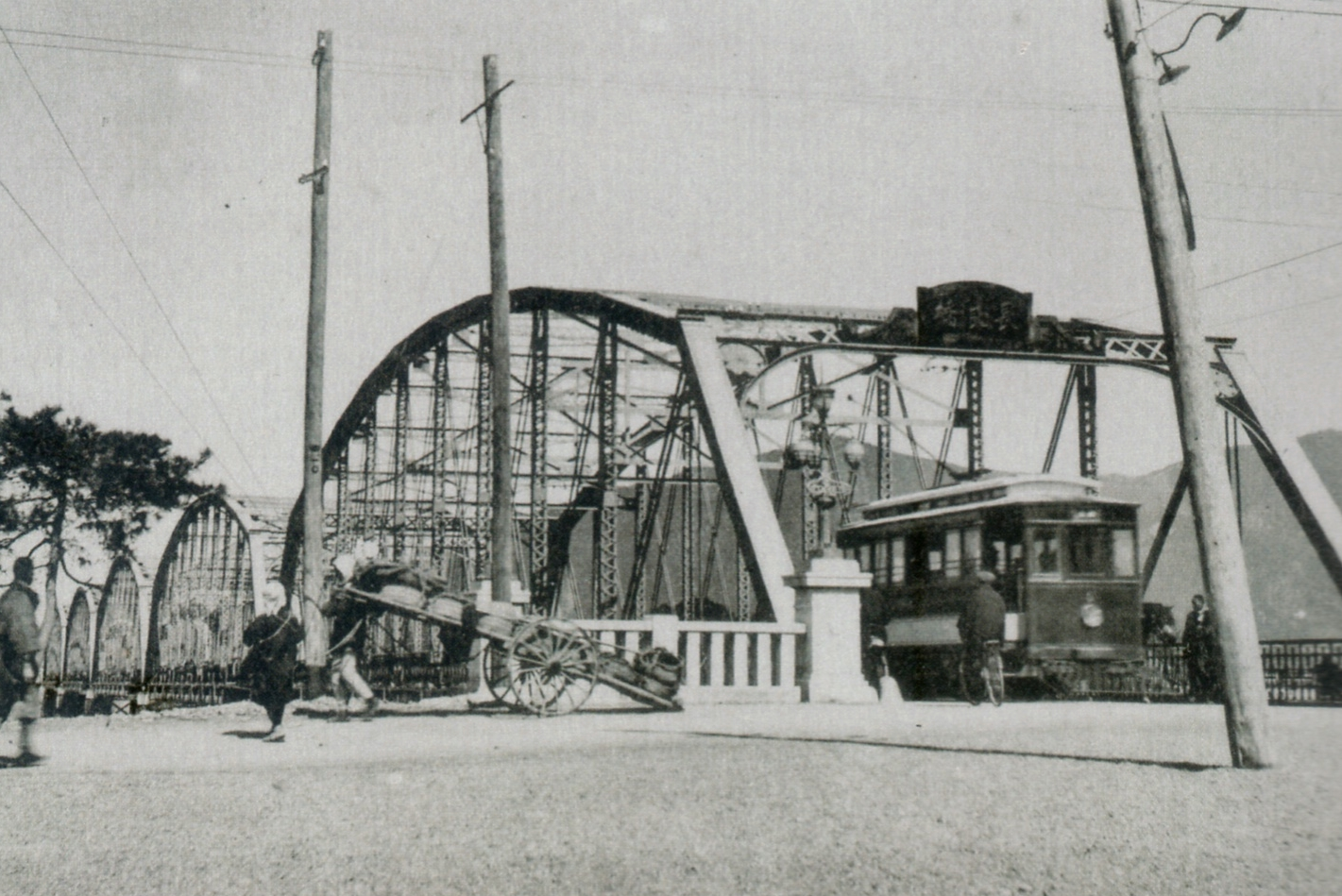
4代目長良橋（大正時代）

- 橋梁形式：ブラット型カーブドコードトラス橋（鋼鉄製曲弦トラス橋）
- 橋床形式：板張（檜）
- 供用：1915年（大正4年）
- 延長：275.8m
- 幅員：8.42m
- 径間数：5径間
- 支間長：176尺（約53.33m）
- 鋼重：675トン
- 経費：17万7134円[注釈 1]
- 工事年度：1913年度（大正2年度） - 1915年度（大正4年度）

## 歴史
- 1874年（明治7年）：この場所にはじめて橋が架けられる。木造で南岸から途中までしか橋は無く、途中から北岸までは船を12艘つないだ上に木板を渡した舟橋だった。当時の名前は明治7年に作られたため明七橋と名付けられた。民営だったため通行料が徴収されていた。
- 1884年（明治17年）：長良橋（2代目）が北岸までつながる。
- 1891年（明治24年）10月28日：濃尾地震が発生し、橋が被災する。
- 1901年（明治34年）：県費で長良橋（3代目）が架けられる。通行料が無料となる。
- 1915年（大正4年）：長良橋（4代目）が開通。路面電車を通すために初めて鋼鉄製の下路トラス橋を建設。英国製の鋼材を使用した最新式の橋だったが床は木製（檜）。長良橋（4代目）は現在の長良橋のすぐ上流にあった。
- 1915年（大正4年）11月20日：併用軌道橋となり美濃電気軌道市内線（後の名古屋鉄道岐阜市内線、通称長良線）長良橋駅 - 長良北町駅間が単線で開通。
- 1954年（昭和29年）12月：長良橋（5代目）が開通。
- 1956年（昭和31年）11月：岐阜市内線が長良橋（4代目）より移設。軌道は長良橋の東端に設置。
- 1957年（昭和32年）3月31日：長良橋駅 - 長良北町駅間の複線化完成。
- 1973年（昭和48年）7月22日 - 12月20日：長良橋駅 - 長良北町駅間を営業休止し、軌道を橋上中央に移設する工事が行なわれる。
- 1988年（昭和63年）4月1日：岐阜市内線徹明町駅 - 長良北町駅間営業廃止。長良橋は自動車・歩行者用橋梁となる。

## 特徴

### 花火大会
例年、8月初旬（原則として山の日（8月11日））に、長良川全国花火大会（ぎふ長良川花火大会実行委員会主催）が長良橋下流にて開催される。

### その他

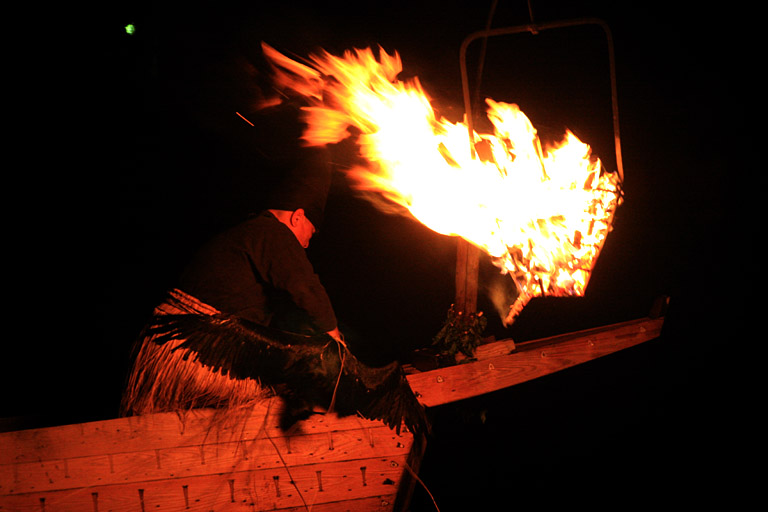
長良橋上流の長良川河畔で行われている鵜飼い

長良橋上流の長良川河畔では、日本で唯一の宮内庁式部職による長良川鵜飼が行われている。
夜間は景観アップのためライトアップされているが、長良川鵜飼開催の時間帯は消灯されている。
JR岐阜駅を起点とし長良橋を経由した長良地区までの国道157号と国道256号の総称を「長良橋通り」という。
長良橋の架かる長良川は天井川のため、度々洪水に見舞われる。そのため長良橋両岸の道路部分には長良橋陸閘が設置され、増水時には閉じて洪水が市街地へ流入するのを防ぐ様になっている。通常時には陸閘は開けてあり国道256号として供用されている。
長良橋南詰には「鵜匠の像」があり、鵜飼観光客の記念撮影スポットとなっている。
長良橋南詰の鵜飼船乗り場前には五木ひろしの「長良川艶歌」がTBSの「ザ・ベストテン」で「12年間ベストテン第1位」を獲得した時の記念碑があり歌詞が彫ってある。
岐阜公園にある三重塔は、旧長良橋（3代目）の古材を使用して建立されている。

## 画像

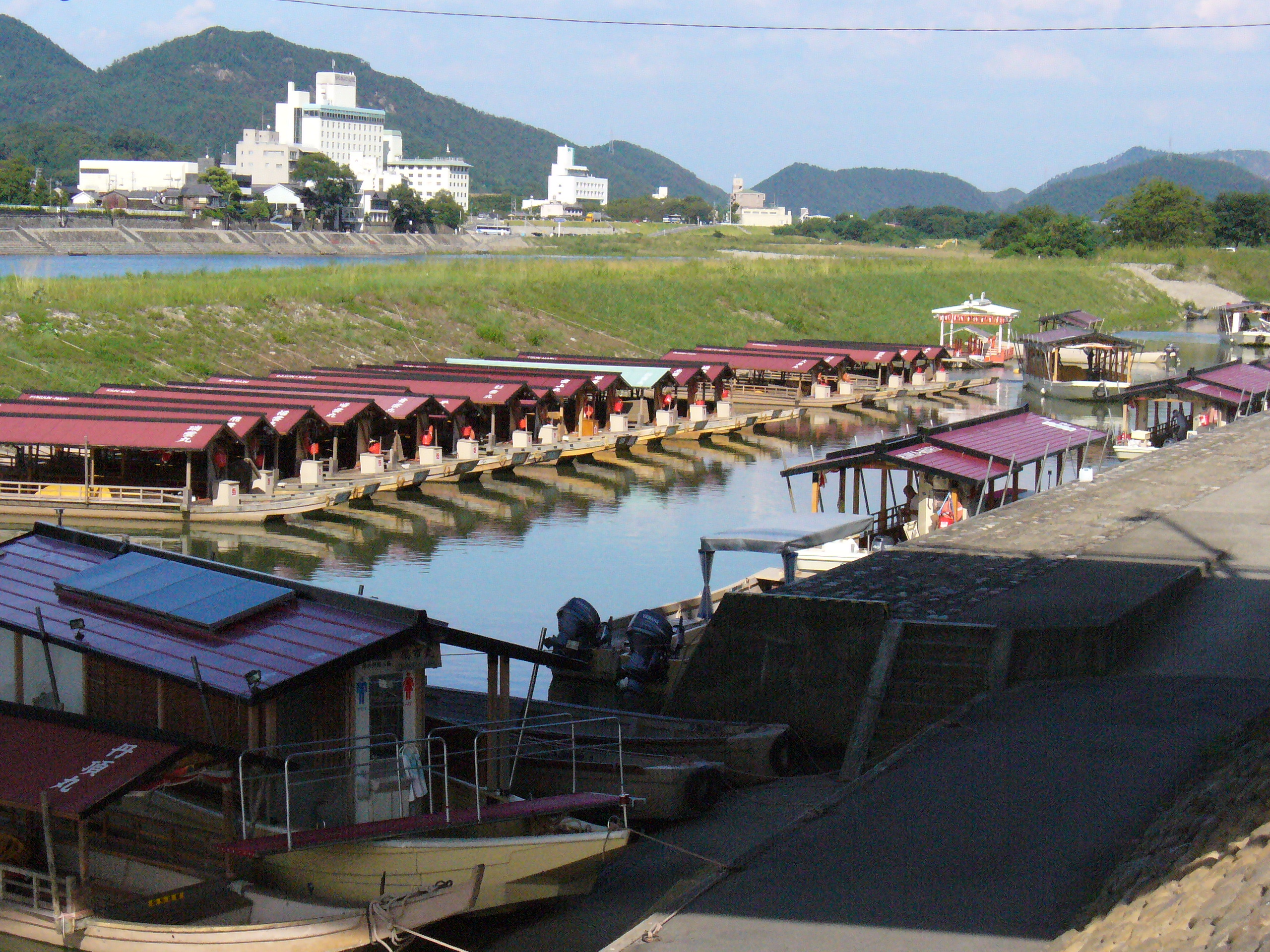
橋下の川辺で待機する鵜飼観覧舟（手前は御手洗舟）
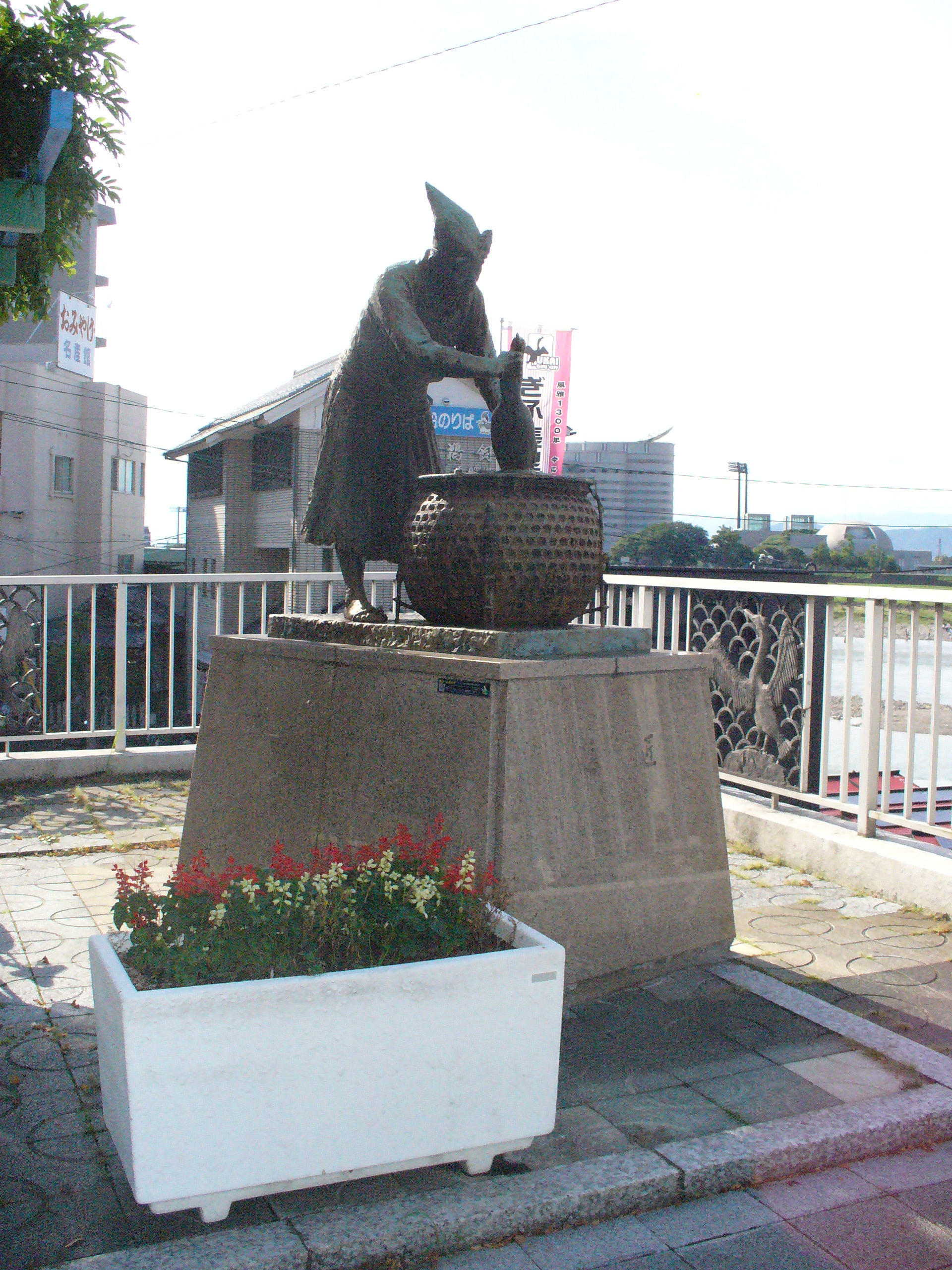
橋南詰にある「鵜匠の像」
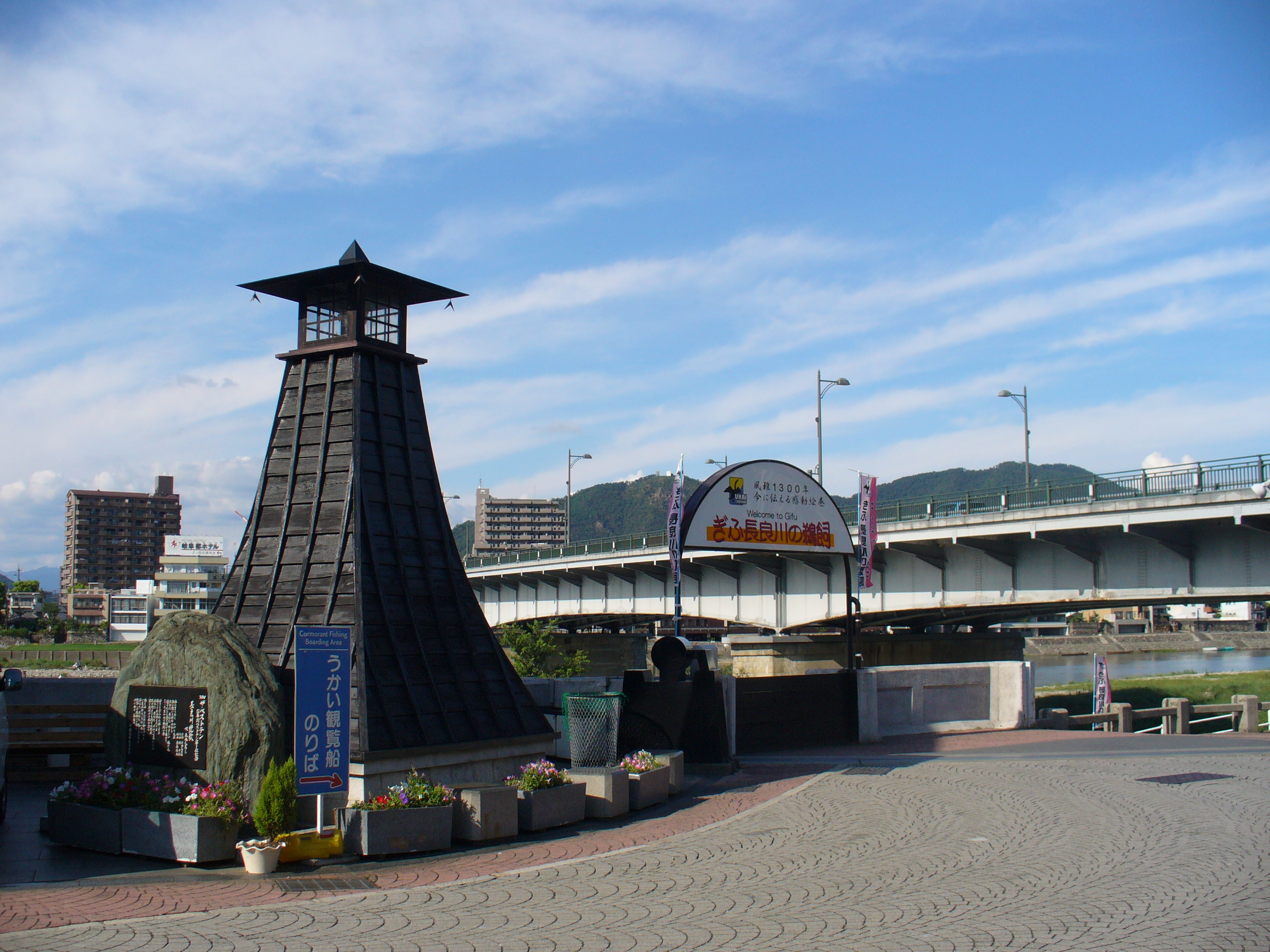
橋南詰にある川灯台。袂には「長良川艶歌」の記念碑。
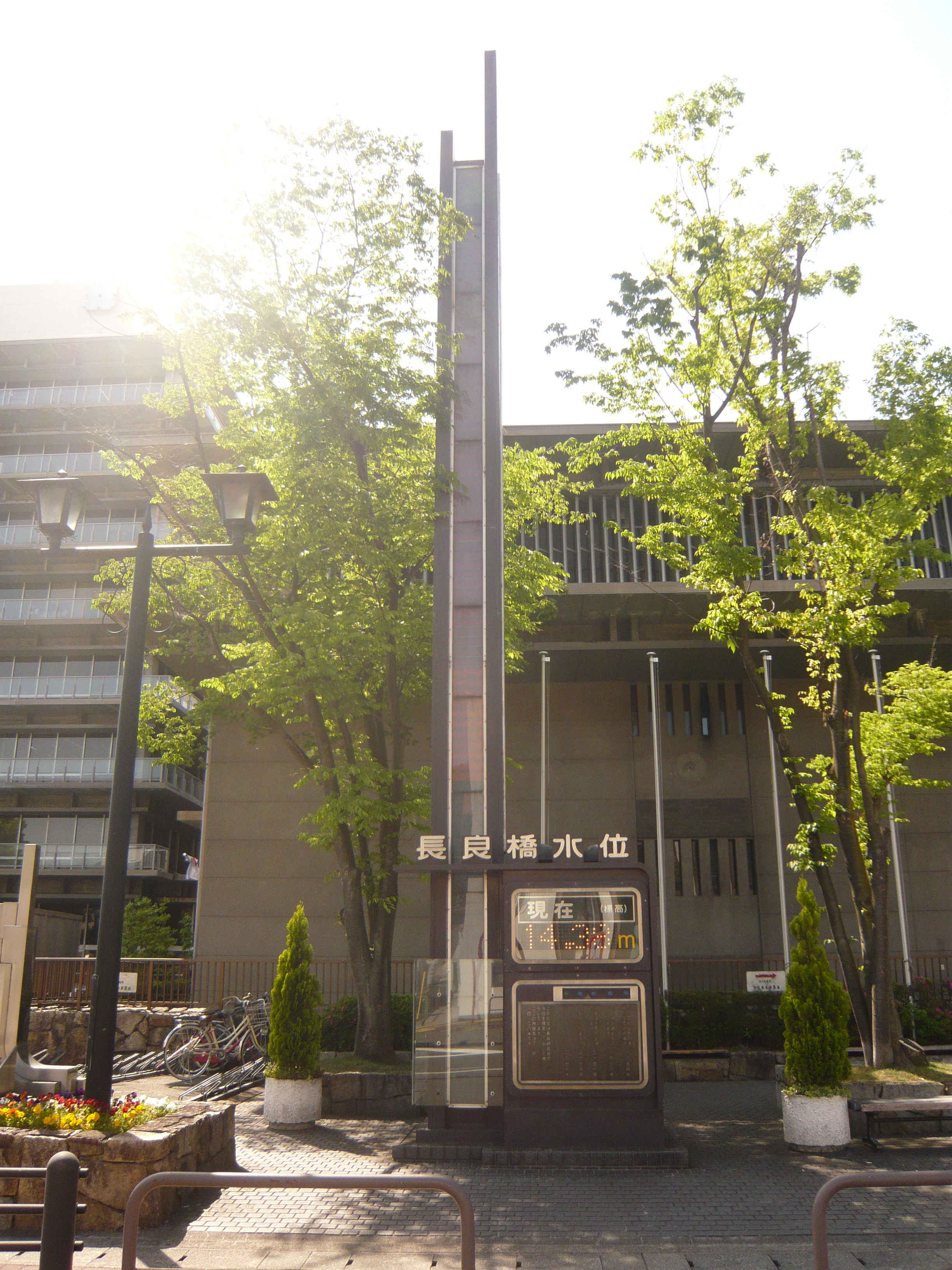
岐阜市庁舎前の長良橋水位計